# Pascal Reysset
Pour les articles homonymes, voir Reysset.
Pascal Reysset, né le 14 juin 1951, est un auteur d’essais, spécialiste des jeux de stratégie (particulièrement du jeu de Go) des problématiques urbaines en France et du développement rural au Sahel.

## Biographie
Diplômé d'un DEA de sciences économiques (Paris I), il a exercé des fonctions opérationnelles d'aménageur urbain au sein, notamment, de la société Nexity Foncier Conseil . Fin 2004, il fonde la société Expertise Urbaine, qui intervient en amont sur les problématiques urbanistiques, écologiques et économiques des collectivités locales. En parallèle, il opère dans les régions du Sahel comme bénévole (Burkina Faso) et consultant (Mali, Cameroun).

## Auteur de jeux
- À qui le tour, jeu sur le Tour de France, édité par la société JEUREVE [9], 1994
- Cap Eco, jeu de formation, édité par la société RENAULT [10], 1998
- Châteaurive et La Haute Arvenie pour le compte de Foncier Conseil, 2002 - 2004
- Le jeu du centenaire, à l’occasion du centenaire de Paris Jardins (Draveil, Essonne), 2011

## Artiste collagiste
Expositions :
- Le voyage immobile à Rouen à l’atelier Cordier, Rouen, 1982
- Black and Color avec Tanguy Reysset à la librairie Mona Lisait, Paris, 2006
- A la recherche du temps perdu et des images retrouvées avec Tanguy Reysset au château de Bois-Guilbert (Seine-Maritime) [11], 2010

## Directions de collection
- 1995 à 2002 aux éditions Bornemann, collection de livres sur les jeux avec Thierry Depaulis
- 1997 à 2003 aux éditions Sang de la Terre-Foncier Conseil, collection d’Écologie Urbaine

## Directions de revues
- La revue française de GO de 1978 à 1983 [12]
- La revue CIEL consacrée aux espaces publics urbains depuis 2003 [13]

## Prix en urbanisme
- Prix d’art urbain collectif délivré par le Séminaire Robert Auzelle [14] et cela pour le compte de la société Foncier Conseil (Groupe Nexity) pour les opérations suivantes :
- 1987 « Les portes de la forêt » à Bois-Guillaume (Seine-Maritime) [15]
- 2004 « Le parc d’activités Val de Seine » à Alfortville (Val-de-Marne) [16],[17]

## Associations
Il s'engage dans plusieurs associations dont il occupe, à l'occasion, la présidence:
- Europe Inter Échanges-Guibaré - jumelage coopération au Burkina Faso [18]
- Fondateur de l’association CIEL (Cercle d’Idée pour l’aménagement des Espaces Libres) de 2003 [19] à 2013
- Urbanistes du Monde (UDM) missions au Cameroun, workshops et éco quartier depuis 2016 [7]
- Association Développement DUrable Loire Trélazé (ADDULT), défense environnement et conférences sur Trélazé depuis 2016[20]. Exemples de projets : publication de L'Atlas de la biodiversité de Trélazé publié en avril 2024[21]
- Président, Les Amis du Patrimoine Trélazéen [22], projets : la "Doublure" de Rapahel Zarka [23], colloque l'ardoise et l'allumette [24], défense des chevalements [25]